# Traditions alpines préchrétiennes
Les Alpes centrales et orientales, en Europe, sont riches en traditions folkloriques remontant à l'ère préchrétienne. Des éléments provenant des civilisations germanique, gauloise (gallo-romaine), slave (carantanienne) et rhète sont parvenus jusqu'à nous.

## À travers les âges...
D'anciennes coutumes[Lesquelles ?] ont survécu dans les régions rurales de l'Autriche, de la Suisse, de la Bavière, de la Slovénie, de l'ouest et du nord de la Croatie et du nord-est de l'Italie (danse, art, rituels, jeux).
Une grande diversité régionale résulte d'un isolement de communautés alpines. Dans ces régions, les relations entre l'Église catholique et les cultes païens étaient ambivalentes[évasif].
Si certaines coutumes[Lesquelles ?] n'ont survécu que dans des vallées reculées et inaccessibles à l'emprise de l'Église, d'autres[Lesquelles ?] furent assimilées au cours des siècles. Ainsi, de nombreuses coutumes[Lesquelles ?] évoluèrent vers des interprétations plus modernes.

## Les traditions pastorales
Le 8 septembre, fête de la Nativité de la Vierge, il est coutume, pour l'hiver, de faire descendre le bétail des pâturages. En Bavière, les femmes tissent des couronnes de sapin décorées de roses et de petits miroirs afin d'éloigner les démons du bétail pendant la descente. Cela découlerait, peut-être, des fêtes de fin d'été en l'honneur de la déesse germanique Idunn.

## Les traditions hivernales

### Krampus

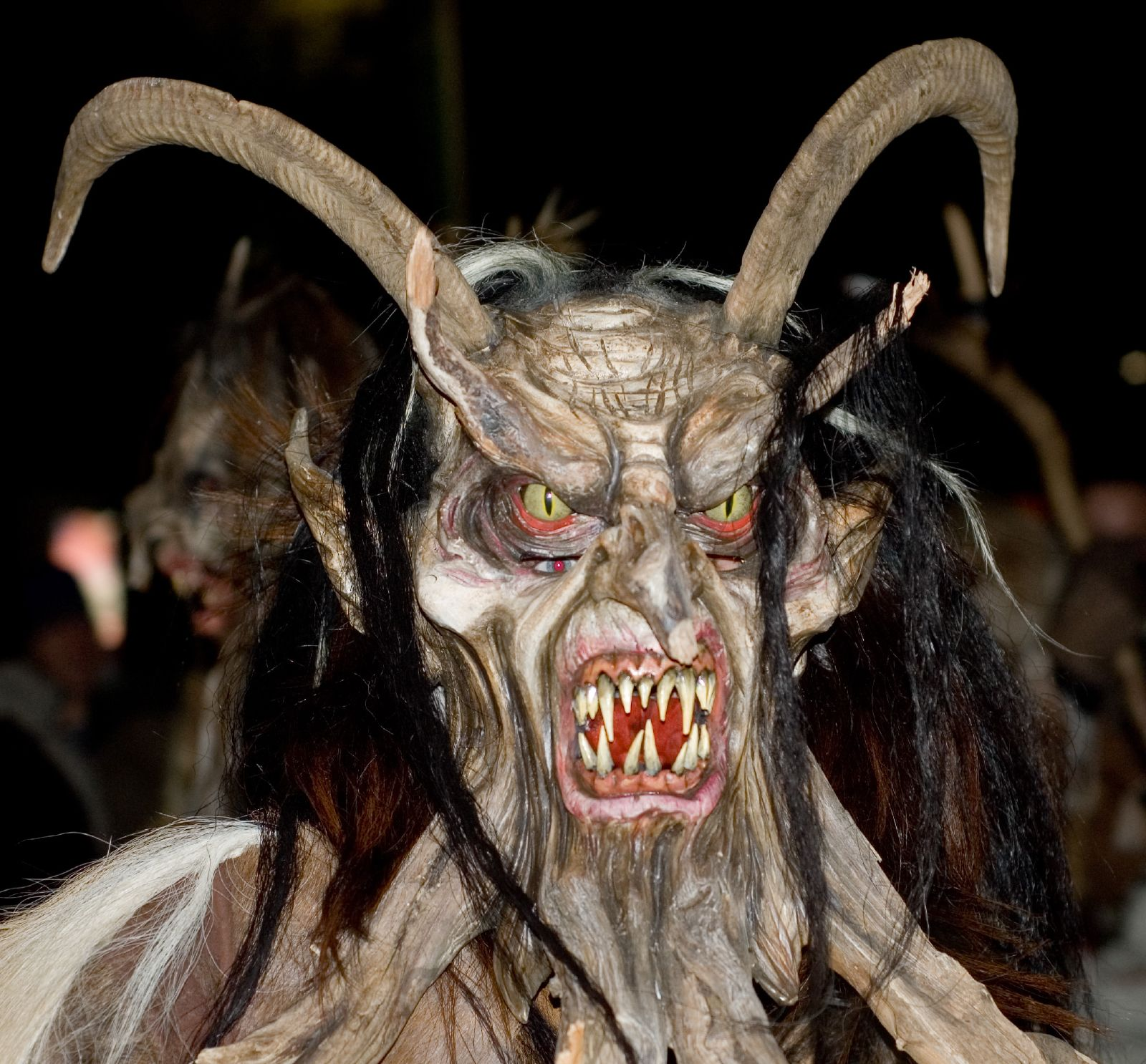
Krampus

En vieux haut allemand, Krampen (étymologie de Krampus) signifie « griffe ». Il s'agit, dans les Alpes, d'une entité mythique cornue qui accompagne saint Nicolas. C'est un anti-Saint-Nicolas qui, au lieu de donner des cadeaux aux bons enfants, donne des avertissements et des punitions aux mauvais enfants. Ce sont les jeunes hommes qui se déguisent en Krampus au cours des deux premières semaines de décembre (plus particulièrement le 5). Ils errent dans les rues en effrayant femmes et enfants avec des chaînes rouillées, des marteaux et des cloches. Ce personnage proviendrait d'histoires d'esprits domestiques tels que les kobolds ou les elfes.

### Perchten
C'est le pluriel de Perchta, masque féminin représentant une suivante de l'entourage d'une ancienne déesse appelée Frau Perchta , ou Pehta Baba en Slovénie (qui serait liée à Freyja, déesse nordique). Ces masques étaient affichés durant la dernière semaine de décembre et la première semaine de janvier, surtout le 6). Le costume se compose d'un masque en bois brun et d'une peau de mouton brune ou blanche. Les perchten sont associées au milieu de l'hiver, à l'incarnation du destin et des âmes des morts. Le nom provient du mot vieux haut allemand peraht qui signifie « brillant ».

## Les traditions printanières
Chalandamarz est une ancienne fête célébrée par la partie romanche du canton suisse des Grisons. Elle est célébrée chaque 1er mars. Cette fête marque la fin de l'hiver et l'arrivée du printemps. Son but est d'effrayer les mauvais esprits de l'hiver et de réveiller les bons esprits du printemps.

## Badalisc
Le Badalisc, ou Badalisk, est une créature légendaire du Val Camonica, en Italie, dans les Préalpes. Il a l'apparence d'une créature dotée d'une grande tête couverte d'une peau de chèvre, de deux petites cornes, ainsi que d'yeux brillants et d'une énorme gueule. Il est bienveillant et  vit dans les bois d'Andrista, dans le Val Camonica, en Italie. Lors d'un festival annuel de la ville, quelqu'un se déguise en créature et est « capturé » et amené en ville pour les festivités.